# Ipomoea lasiophylla
Ipomoea lasiophylla är en vindeväxtart som beskrevs av Karel Domin. Ipomoea lasiophylla ingår i släktet praktvindor, och familjen vindeväxter. Inga underarter finns listade i Catalogue of Life.